# اسبستوس، کبک
اسبستوس (به فرانسوی: Asbestos) شهرکی در منطقه شهری له سورس ناحیه استری در استان کبک کانادا است. در سرشماری سال ۲۰۱۱ این شهرک ۶٬۷۱۵ نفر جمعیت داشته و مساحت آن ۲۹٫۵۵ کیلومتر مربع است.